# مأموریت برای بوش
مأموریت برای بوش (انگلیسی: Quest for Bush) اولین بازی سوم‌شخص تیراندازی است که توسط جبهه رسانه اسلامی جهانی (سازمان تبلیغاتی القاعده) در سپتامبر ۲۰۰۶ منتشر شد. در این بازی، شما در شش مرحله با نیروهای مسلح ایالات متحده آمریکا مبارزه کرده و در نهایت جرج دابلیو. بوش را می‌کشید. این بازی در جواب بازی مأموریت برای صدام ساخته شده‌است.